# Bakonysárkány
Bakonysárkány (hongrois : Bakonysárkány [ˈbɒkoɲʃaːrkaːɲ] ; allemand : Schargan) est une localité hongroise située dans le comitat de Komárom-Esztergom.

## Site et localisation

### Topographie et hydrographie
La localité s'étend entre les massifs du Bakony et du Vértes, sur les pentes du couloir de Mór (Móri-árok). Depuis son territoire, des vallées de ruisseaux s'écoulent vers le nord et le sud, respectivement en direction du Concó et du Gaja. Faute de ressource en eau suffisante, l'approvisionnement en eau potable n'a été assuré qu'à partir des années 1980, grâce à une conduite d'adduction d'eau transportant de l'eau karstique depuis Tatabánya.

### Géologie et géomorphologie
Les roches présentes dans le sous-sol incluent du grès, des marnes argileuses, du gravier et du sable. La végétation naturelle se compose principalement de forêts de chênes sessiles et de chênes pubescents. Les sols sont des sols bruns forestiers à lessivage d'argile.

### Climat
Le climat est de type continental humide, dans sa variante modérément fraîche et modérément sèche. La température moyenne annuelle est de 9,6 °C et la pluviométrie annuelle moyenne s'élève à environ 650 mm. Les vents dominants soufflent de l'ouest et du nord-ouest.

### Aires faunistiques et floristiques
La commune est entourée d'un vaste manteau forestier appartenant aux contreforts du Bakony et du Vértes. Ces espaces naturels, riches en biodiversité, offrent un refuge pour de nombreuses espèces végétales et animales caractéristiques des forêts mixtes d'Europe centrale. Les bois environnants, principalement constitués de chênes sessiles et de chênes pubescents, offrent aux promeneurs un cadre idéal pour la randonnée et la découverte de la faune locale.
Les forêts jouaient autrefois un rôle économique important pour Bakonysárkány, notamment lors des campagnes d'abattage intensif au XIXe siècle, facilitées par l'ouverture de la ligne de chemin de fer. Aujourd'hui, elles sont davantage valorisées pour leurs qualités écologiques et récréatives.

## Histoire
Le territoire de Bakonysárkány était probablement déjà occupé à l'époque romaine, en raison de sa situation le long de la voie militaire reliant Arrabona (actuelle Győr) à Alba Regia (actuelle Székesfehérvár). Le village est mentionné pour la première fois dans un document daté de 1247, lorsque le roi Béla IV le donna en récompense à Miklós, fils de Bechend, pour sa bravoure durant la campagne de Venise. En 1287, ce dernier le vendit à son gendre, Demeter de la famille Pylis. Le domaine est également mentionné dès 1193 comme dépendant du château de Csókakő, une position stratégique dans la région.
Selon la tradition, le village médiéval aurait pris son nom d'une zone marécageuse appelée Sárkánylyuk (« trou du dragon »), à l'emplacement de l'actuel lieu-dit Faluhely. Ce site était traversé par le ruisseau Büdös-ér, et aurait abrité l'ancien centre du village. Au XVe siècle, la famille Rozgonyi en fut propriétaire, avant que le roi Ladislas II ne l'offre en 1508 à György Kanizsai.
Durant la campagne ottomane de 1543, le village fut occupé par les Turcs, une domination qui dura – avec des interruptions – jusqu'en 1686. Après la reconquête, le village resta inhabité durant plusieurs décennies. L'empereur Léopold Ier en fit don à János Haas de Hochburg, percepteur à Magyaróvár, qui relança la colonisation en y installant des familles allemandes originaires de Moravie occidentale. Environ 24 familles, menées par les familles Wágner et Wuts, s'installèrent sur le site actuel du village entre 1720 et 1740, autour d'une auberge à l'allure baroque connue sous le nom de maison Wágner.
Le renouveau spirituel fut confié à des capucins eux aussi immigrés, et une paroisse indépendante fut fondée en 1788. L'église paroissiale fut construite à partir de 1804 et consacrée en 1807. Dès 1778, le village possédait une école en chaume à classe unique, remplacée en 1874, puis en 1929 par un nouveau bâtiment encore en usage aujourd'hui.
L'arrivée du chemin de fer en 1860, reliant Komárom à Székesfehérvár, favorisa le développement du village. La nouvelle mairie fut édifiée en 1897, remplacée en 1968 par un bâtiment moderne. Les défrichements forestiers, amplifiés grâce au rail, contribuèrent à l'essor d'une communauté rurale jusque-là modeste. À la fin du XIXe siècle, les terres furent en partie acquises par la famille noble Vértesy, tandis que les paysans locaux récupérèrent certaines anciennes propriétés du baron Biske.
Les années 1890, marquées par une sécheresse prolongée, provoquèrent la ruine de nombreux agriculteurs, dont certains émigrèrent en Amérique. Quelques-uns revinrent au début du XXe siècle, investissant dans de nouvelles constructions. En 1902, le nom du village fut officiellement complété par le mot Bakony, en référence à la région forestière voisine.
Le début du XXe siècle fut aussi marqué par une vie associative dynamique, avec la création de nombreuses sociétés (sapeurs-pompiers, confréries catholiques, etc.), notamment chez les habitants de langue allemande, qui fondèrent d'abord une Ligue populaire allemande, puis à partir de 1941, une section du Volksbund. Après la Seconde Guerre mondiale, la population évolua : les Allemands furent expulsés et remplacés par des familles hongroises relogées dans le cadre des échanges de population avec la Slovaquie.
Comme ailleurs, la collectivisation toucha Bakonysárkány, avec la création d'une coopérative agricole. En 1950, lors de la réforme territoriale, la commune fut transférée du comitat de Fejér à celui de Komárom. Elle resta rattachée à la circonscription de Kisbér jusqu'en 1988.
La population augmenta de 1949 à 1970, puis diminua fortement à cause de l'exode rural. L'essor des quartiers résidentiels de Székesfehérvár attira plusieurs centaines d'habitants, contribuant au vieillissement de la population. Cette tendance, renforcée par la baisse des naissances, s'est poursuivie avec la montée du chômage. Aujourd'hui encore, la proximité de plusieurs villes (Mór, Székesfehérvár, Kisbér, Komárom) exerce une forte attraction sur les actifs. La majorité des habitants restants travaillaient autrefois dans l'exploitation agricole d'État de Kisbér ou dans des coopératives fusionnées avec celles de Vérteskethely et Császár.

## Population

### Minorités culturelles et religieuses
Selon le recensement de 2011, 82,8 % des habitants de Bakonysárkány se déclaraient Hongrois, 8,2 % Allemands, 1 % Roumains, 0,5 % Roms et 0,2 % Slovaques ; 17,2 % des répondants n'ont pas déclaré d'appartenance ethnique. En raison des identités multiples, la somme des pourcentages peut dépasser 100 %. Concernant les affiliations religieuses, 53,9 % des habitants se déclaraient catholiques romains, 6,3 % réformés, 1,1 % luthériens et 0,7 % catholiques grecs ; 12,2 % se déclaraient sans confession et 25,2 % n'ont pas répondu.
Lors du recensement de 2022, 91,3 % de la population s'identifiait comme Hongroise, 13,2 % comme Allemande, 0,5 % comme Rom, 0,3 % comme Slovaque et 0,2 % comme Roumaine. De plus, de petites minorités ukrainienne, polonaise, slovène et croate étaient également représentées (chacune autour de 0,1 %). Là encore, les doubles appartenances expliquent un total supérieur à 100 %, et 8,3 % des habitants n'ont pas déclaré leur nationalité. Sur le plan religieux, 32,4 % se déclaraient catholiques romains, 6,2 % réformés, 0,8 % catholiques grecs, 0,6 % luthériens, 0,2 % orthodoxes et 0,3 % autres chrétiens ; 15,8 % se disaient sans confession, tandis que 42,8 % des habitants n'ont pas répondu.

## Équipements

### Vie culturelle
Bakonysárkány affiche une vie culturelle dynamique, marquée par plusieurs événements annuels fédérateurs. Chaque mois de mars, le Festival amateur d'arts populaires du Bakony (Bakonyi Amatőr Népművészeti Fesztivál) célèbre les traditions locales à travers spectacles, artisanat et gastronomie. En mai, les rencontres nationales des minorités offrent une vitrine aux différentes communautés vivant dans la région, notamment à la minorité allemande, historiquement présente dans le village.
La commune organise également chaque mois de septembre la course de fond intitulée Sárkányi őrület, qui attire sportifs amateurs et coureurs confirmés. Le 20 août, jour de la fête nationale hongroise, Bakonysárkány célèbre sa fête du village (falunap) et son pèlerinage annuel, moments importants de la vie communautaire. Enfin, le Bakonysárkányi Ördöglakat Találkozó rassemble les passionnés de casse-têtes et de jeux d'esprit autour de concours et d'expositions.

### Réseaux extra-urbains
Bakonysárkány est accessible depuis Győr et Székesfehérvár via la route principale 81. L'ancien tracé de cette route traversait le centre du village, mais depuis sa modernisation et son redressement dans les années 1960, elle contourne désormais l'agglomération. L'ancien tracé reste en usage à partir du centre de Kisbér sous le numéro 8207, mais au sud du centre, il n'est plus classé comme route principale : une partie relève désormais du domaine communal et une autre a été démolie. La route 8227, reliant Aka à Ácsteszér, traverse également la commune.
En ce qui concerne le transport ferroviaire, la ligne de chemin de fer Székesfehérvár–Komárom traverse la localité. Elle dispose de sa propre gare, située dans la partie sud du centre du village, au sud du croisement entre la voie ferrée et la route 8227.

## Patrimoine local
Bakonysárkány conserve plusieurs témoins de son histoire. L'église catholique romaine, classée monument historique, fut consacrée en 1807 par József Neiszer. Le maître d'œuvre de l'édifice demeure inconnu. Restaurée en 1954, l'église possède des fresques réalisées entre 1950 et 1953 par Ernő Jeges. Le clocher a vu sa couverture remplacée en 1975, à l'occasion de l'année sainte. Autre élément emblématique du patrimoine bâti, la maison Wágner servit pendant des siècles de relais postal et de station de changement de chevaux. Ce bâtiment, doté d'une élégante galerie d'arcades côté cour, de plafonds ornés et d'une cave voûtée, a cependant perdu une partie de son authenticité lors de sa transformation en école maternelle par la commune. Selon une légende locale, un tunnel souterrain partant de la cave permettait aux brigands du Bakony d'échapper aux forces de l'ordre.
L'architecture vernaculaire est également visible dans les maisons de style « souabe » typiques du village. Ces habitations sont disposées autour de cours fermées par des granges alignées, formant ainsi un ensemble dense évoquant un système défensif. Les façades sont souvent décorées de motifs peints ou modelés, notamment au-dessus des fenêtres, sous les corniches en briques enduites.

## Personnalités liées à la localité
Bakonysárkány est le village natal d'Antal Halmos, ingénieur aéronautique, économiste, écrivain et blogueur.